# VM i landevejscykling 1994
Verdensmesterskaberne i landevejscykling 1994 blev afholdt i  Agrigento, Italien fra 21. august–28. august 1994.

## Resultater
| Begivenhed          | Guld                                                                                     | Guld      | Sølv                                                                                | Sølv      | Bronze                                                                  | Bronze    |
| ------------------- | ---------------------------------------------------------------------------------------- | --------- | ----------------------------------------------------------------------------------- | --------- | ----------------------------------------------------------------------- | --------- |
| Herrer              |                                                                                          |           |                                                                                     |           |                                                                         |           |
| Landevejsløb        | Luc Leblanc · Frankrig                                                                   | 6t33'59"  | Claudio Chiappucci · Italien                                                        | + 0'09"   | Richard Virenque · Frankrig                                             | s.t.      |
| Enkeltstart         | Chris Boardman · Storbritannien                                                          | 49' 34"   | Andrea Chiurato · Italien                                                           | + 0'48"   | Jan Ullrich · Tyskland                                                  | + 1'51"   |
| Holdenkeltstart     | Italien · Salvato, Contri, Colombo, Andriotto                                            | 1h 57'54" | Frankrig · Anti, Bozzi, Derame, Moreau                                              | 2h 00'42" | Tyskland · Grabsch, Peschel, Rich, Schaffrath                           | 2h 00'55" |
| Amatør-landevejsløb | Alex Pedersen · Danmark                                                                  | 4t24:38   | Milan Dvorscik · Slovakiet                                                          | s.t.      | Christophe Mengin · Frankrig                                            | s.t.      |
| Damer               |                                                                                          |           |                                                                                     |           |                                                                         |           |
| Landevejsløb        | Monica Valvik · Norge                                                                    | 2t 8' 03" | Patsy Maegerman · Belgien                                                           | s.t.      | Jeanne Golay · USA                                                      | s.t.      |
| Enkeltstart         | Karen Kurreck · USA                                                                      | 38'22"    | Anne Samplonius · Canada                                                            | + 45"     | Jeannie Longo · Frankrig                                                | + 1'22"   |
| Holdenkeltstart     | Rusland · Olga Sokolova, Svetlana Bubnenkova, Valentina Polkhanova, Aleksandra Koliaseva | 1t 04'55" | Litauen · Jolanta Polikevičiūtė, Rasa Polikevičiūtė, Diana Ziliute, Liuda Triabaite | 1t 05'39" | USA · Deirdre Demet-Barry, Eve Stephenson, Jeannie Golay, Alison Dunlap | 1t 05'53" |

## Medaljeoversigt
| Nr.   | Land           | Guld | Sølv | Bronze | Totalt |
| 1     | Italien        | 1    | 2    | 0      | 3      |
| 2     | Frankrig       | 1    | 1    | 3      | 5      |
| 3     | USA            | 1    | 0    | 2      | 3      |
| 4     | Danmark        | 1    | 0    | 0      | 1      |
| 4     | Norge          | 1    | 0    | 0      | 1      |
| 4     | Storbritannien | 1    | 0    | 0      | 1      |
| 4     | Rusland        | 1    | 0    | 0      | 1      |
| 8     | Canada         | 0    | 1    | 0      | 1      |
| 8     | Belgien        | 0    | 1    | 0      | 1      |
| 8     | Litauen        | 0    | 1    | 0      | 1      |
| 8     | Slovenien      | 0    | 1    | 0      | 1      |
| 12    | Tyskland       | 0    | 0    | 2      | 2      |
| Total | Total          | 6    | 6    | 6      | 18     |